# Umbrina analis
Umbrina analis es una especie de pez de la familia Sciaenidae en el orden de los Perciformes.

## Morfología
• Los machos pueden llegar alcanzar los 35 cm de longitud total.

## Alimentación
Come crustáceos, incluyendo cangrejos, y gusanos marinos.

## Hábitat
Es un pez de clima tropical y demersal.

## Distribución geográfica
Se encuentra en el Pacífico oriental: desde México hasta el norte de la Ecuador.

## Observaciones
Es inofensivo para los humanos.